# G-punkt (kønsorgan)
 For alternative betydninger, se G-punkt. (Se også artikler, som begynder med G-punkt)
 Denne artikel bør gennemlæses af en person med fagkendskab for at sikre den faglige korrekthed.

1. Æggeleder 2. urinblære
3. kønsben 4. urinrør 5. klitoris 6. kønslæber
7. skede 8. æggestok 9. colon sigmoideum
10. livmoder 11. fornix vaginae 12. livmoderhals
13. endetarm 14. Endetarmsåbning 
G-punkt (Gräfenberg-punkt) er et område ca. 2-4 cm inde i kvindens skede i væggen ud mod kønsbenet, der hævdes ved stimulering at kunne give en g-punkts-orgasme. Der er dog ikke fundet noget anatomisk holdepunkt for at stedet findes, hverken makro- eller mikroskopisk.
Mellem 10% (en kilde) og 50% (en anden kilde) af kvinderne kan blive stimuleret via g-punktet.
Andre mener, at g-punktet er en myte skabt i 1944 af den tyske gynækolog Ernst Gräfenberg.
Nogle kvinder ejakulerer under orgasme, uanset stimulation af g-punktet.[kilde mangler]
Det fremføres til tider, at prostata hos mænd skulle kunne fungere som et mandligt g-punkt.[kilde mangler]
Af og til blusser diskussionen op i medierne om g-punktet eksisterer.

I 2012 hævdede gynækologen Adam Ostrzenski at have fundet G-punktet på bagsiden af bækkenbundsmembranen præcis 16,5 mm fra den øvre del af urinrørsåbningen.